# Вуглезбагачувальні фабрики України
Вуглезбагачувальні фабрики України
Станом на 2004 р. в Україні функціонує 61 вуглезбагачувальна фабрика з сумарною річною продуктивністю 147,8 млн т. Простежується тенденція до збільшення частки фабрик, які переходять в оренду до комерційних структур. Середній термін експлуатації вуглезбагачувальних фабрик України на момент цього видання становив 44 роки (від 19 до 73 років, переважно 25-50 років). Всі фабрики, що збагачують коксівне вугілля характеризуються глибиною збагачення 0 мм, застосовують флотацію для збагачення шламів. Крупне вугілля збагачується відсадкою або важкосередовищною сепарацією. Енергетичне вугілля та антрацити на фабриках побудованих після 1960 р. збагачують за такою ж технологією. На старіших фабриках виділяють незбагачений сухий відсів (0-6 мм або 0-13 мм), а для збагачення крупних класів застосовують відсадку, важке середовище або їх поєднання.
Внаслідок багаторічних робіт по вдосконаленню технології збагачення і технічному переобладнанню фабрик склалося таке співвідношення методів збагачення: важке середовище — 19,0%, відсадка — 71,3%, флотація — 9,0%, гідроциклони та ін. — 0,7%.
Продуктивність українських вуглезбагачувальних фабрик 1,5-3,0 млн т.
Переважають групові З.ф., центральні — найбільші за продуктивністю, індивідуальні фабрики складають суттєву меншість.
В Україні збагачують 91% видобутого вугілля.

## Вуглезбагачувальні фабрики України
- Збагачувальна фабрика Авдіївського коксохімічного заводу
- Групова збагачувальна фабрика «Білоріченська»
- Групова збагачувальна фабрика «Вахрушевська»
- Групова збагачувальна фабрика «Вуглегірська» (попередня назва «Хацепетівська»)
- Центральна збагачувальна фабрика «Вузлівська»
- Центральна збагачувальна фабрика «Горлівська»
- Групова збагачувальна фабрика «Гірська»
- Групова збагачувальна фабрика «Дзержинська»
- Центральна збагачувальна фабрика «Добропільська»
- Центральна збагачувальна фабрика «Донецька»
- Центральна збагачувальна фабрика «Дуванська»
- Групова збагачувальна фабрика імені газети «Известия»
- Центральна збагачувальна фабрика «Калінінська»
- Групова збагачувальна фабрика «Київська» (попередня назва «Куйбишевська»)
- Центральна збагачувальна фабрика «Киселівська»
- Групова збагачувальна фабрика «Колосниківська»
- Центральна збагачувальна фабрика «Комендантська»
- Групова збагачувальна фабрика «Комсомольська»
- Групова збагачувальна фабрика «Кондратівська»
- Групова збагачувальна фабрика «Краснолиманська»
- Групова збагачувальна фабрика «Краснолуцька»
- Центральна збагачувальна фабрика «Курахівська»
- Групова збагачувальна фабрика «Луганська»
- Збагачувальна фабрика Макіївського коксохімічного заводу, цех № 2
- Центральна збагачувальна фабрика «Маяк»
- Центральна збагачувальна фабрика «Микитівська»
- Групова збагачувальна фабрика «Михайлівська»
- Групова збагачувальна фабрика «Міусинська»
- Центральна збагачувальна фабрика «Моспинська»
- Групова збагачувальна фабрика «Нагольчанська»
- Групова збагачувальна фабрика «Новопавлівська»
- Групова збагачувальна фабрика «Октябрська»
- Центральна збагачувальна фабрика «Павлоградська»
- Групова збагачувальна фабрика «Партизанська»
- Збагачувальна фабрика «Піонер»
- Групова збагачувальна фабрика «Постниківська»
- Групова збагачувальна фабрика «Привільнянська»
- Групова збагачувальна фабрика «Пролетарська»
- Групова збагачувальна фабрика «Ровеньківська»
- Групова збагачувальна фабрика «Росія»
- Групова збагачувальна фабрика «Самсонівська» (певний час мала назву ГЗФ імені Комсомолу України)
- Групова збагачувальна фабрика «Свердловська»
- Збагачувальна фабрика «Свято-Варваринська»
- Центральна збагачувальна фабрика «Селидівська»
- Групова збагачувальна фабрика «Сердитянська»
- Групова збагачувальна фабрика «Слов'яносербська»
- Центральна збагачувальна фабрика «Сніжнянська»
- Центральна збагачувальна фабрика «Стахановська» (попередня назва «Ново-Ірмінська»)
- Центральна збагачувальна фабрика «Суходільська»
- Центральна збагачувальна фабрика «Торезька»
- Збагачувальна фабрика шахти «Трудівська»
- Групова збагачувальна фабрика «Україна»
- Групова збагачувальна фабрика «Центроспілка»
- Збагачувальна фабрика шахти імені Челюскінців
- Групова збагачувальна фабрика «Червона Зірка»
- Групова збагачувальна фабрика «Червоноармійська»
- Групова збагачувальна фабрика «Червонопартизанська»
- Центральна збагачувальна фабрика «Червоноградська»
- Центральна збагачувальна фабрика «Чумаківська»
- Групова збагачувальна фабрика «Шахтарська»
- Центральна збагачувальна фабрика «Янівська»